# Evoxymetopon taeniatus
Evoxymetopon taeniatus — вид риб родини Волосохвостові (Trichiuridae).

## Опис
Спинних променів — 81-90; Анальних променів — 60. Бічна лінія досить проста, розташована посередині боків або трохи ближче до черева. Перший анальний плавець має лускоподібні промені. Тіло сріблясто-біле з невеликими червоно-бурими плямами на спині; є кілька поздовжніх блідо-жовтих смуг на тілі. Максимальна довжина — 200 м, вага — 1,7 кг.

## Поведінка
Це морська, бентопелагічна риба, поширена на глибині 100—200 м.

## Поширення
Західна Атлантика: Багамські острови, Карибське море, на південь до Бразилії і північний-захід Тихого океану: острів Чеджу, на південь від Корейського півострова.